# Кшищоф Ниткевич
Кшѝщоф Ниткѐвич (на полски: Krzysztof Nitkiewicz) е полски римокатолически духовник, доктор по канонично право, епископ на Сандомежката епархия от 2009 година.

## Биография
Кшищоф Ниткевич е роден на 17 юли 1960 година в Бялисток, в семейството на Отилия (с родова фамилия Бартник) и Йежи Ниткевич. През 1979 година започва да учи във Висшата духовна семинария в родния си град. Ръкоположен е за свещеник на 19 юни 1985 година от Едвард Кишел, апостолски администратор в Бялисток, след което е назначен за викарий на енорията „Св. Антоний“ в Сокулка (1985 – 1986). Междувременно защитава магистърска теза в Люблинския католически университет. През 1986 година заминава на специализация в Папския Григориански университет в Рим. Защитава докторска дисертация по канонично право. През 1991 година е назначен на работа в Митрополитския съд, също така започва да преодава канонично право във Висшата семинария в Бялисток. На 1 юли 1992 година започва работа в Конгрегацията за източните църква в Рим, където от 2002 година изпълнва функциите на заместник секретар. Същата година е назначен за съветник във Върховния съвет на Папските мисионерски работи. На 13 юни 2009 година папа Бенедикт XVI го номинира за сандомежки епископ. Получава епископско посвещение (хиротония) на 4 юли, след което приема канонично епархията и влиза в Сандомежката катедрала като епископ.